# Будівля Смітсонівського інституту
Будівля Смітсонівського інституту (англ. Smithsonian Institution Building - замок у неороманском стилі з червоного пісковика, що стоїть на Національній алеї в місті Вашингтон (округ Колумбія), США. У парку музею розташовуються два входи в підземні музеї Смітсонівського інституту; Національний музей африканського мистецтва і Галерея Саклера Сам замок служить інституту офісом, інформаційним центром і майданчиком для виставок. У 1965 році будівлю було включено в список національних історичних пам'яток США.

## Історія
Ця будівля була першим проектом архітектора Джеймса Ренвика-молодшого (серед інших робіт якого можна відзначити Собор Святого Патрика (Нью-Йорк) і Галерею Ренвика (Вашингтон)) для Смітсонівського інституту. У 1946 році будівельний комітет провів загальнонаціональний конкурс, журі якого одноголосно обрало дизайн Ренвіка. Картонна модель замку з того конкурсу збереглася і виставлена в самому замку. Ренвіка асистував Роберт Міллс , особливо при внутрішній обробці будівлі .

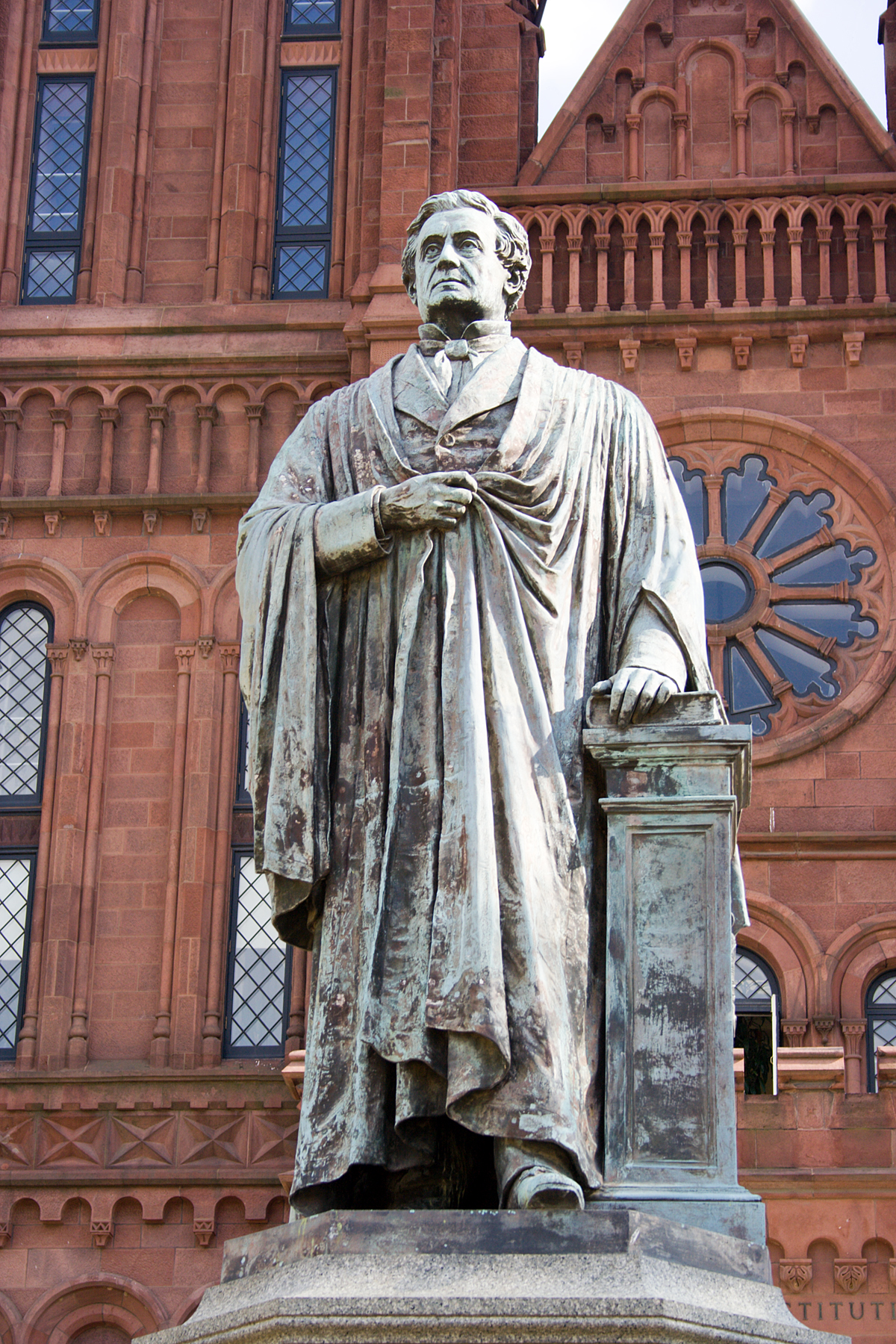
Статуя Джозефа Генрі перед будівлею.

Спочатку планувалося будувати замок з білого мармуру, потім на роль основного матеріалу розглядався жовтий піщаник, і, нарешті, будівельний комітет і архітектор зупинилися на червоному пісковику з Сенекского карьера в штаті Меріленд. Такий піщаник був істотно дешевше граніту і мармуру і простий в обробці, стійкий до впливу стихій . Наукові дані свідчать про використання рабської праці на видобутку червоного пісковика в Сенекском кар'єрі для будівництва цієї будівлі, проте дані про те, що раби були задіяні в самому будівництві, відсутні .
Будівельний комітет призначив генеральним підрядником Гілберта Кемерона, який почав будівництво в 1847 році. Східне крило було закінчено в 1849 і зайнято першим секретарем Смітсонівського інституту Джозефом Генрі і його сім'єю. Західне крило побудовано пізніше в тому ж році. Зовні замок був закінчений в 1852, робота Ренвіка була завершена, і він покинув проект. Кемерон продовжив роботи всередині замку і завершив будівництво в 1855 році .
Незважаючи на всі заходи пожежної безпеки, доступні в той час і використовувалися в цій будівлі, пожежа 1865 року стала причиною серйозних пошкоджень верхнього поверху, знищення рукописів Джеймса Смітсона, паперів Джозефа Генрі, двох сотень картин з американськими індіанцями кисті Джона Мікса Стенлі, кімнати регента, лекційного залу і вмісту публічних бібліотек міст Олександрія (Вірджинія) і Боферт конфіскованого військами жителів півночі під час Громадянської війни. Подальша реконструкція була проведена місцевим архітектором Адольфом Клуссом в 1865 - 1867 роках. Наступні протипожежні реконструкції проводилися в 1883 також Адольфом Клуссом, який на той час побудував поруч Будинок мистецтв і індустрій. До східного крила було додано два поверхи, до західного - один поверх. Електричне освітлення було встановлено в 1895 році .
У 1900-х роках дерев'яна підлога головного залу була замінена на терраццо, а біля південного входу був відкритий Дитячий музей. Також був побудований тунель, що з'єднує замок з Музеєм мистецтв і промисловості. В ході масштабної реконструкції 1968 - 1970 років в будівлі були встановлені сучасні системи освітлення, опалення, вентиляції та кондиціонування повітря, а також ліфти . Сад Энид А. Хаупт був створений в 1987 році разом з воротами Ренвіка, які виходять на Індепенденс-авеню і були складені з червоного вапняку, що залишився після демонтажу місцевої в'язниці .

## Опис

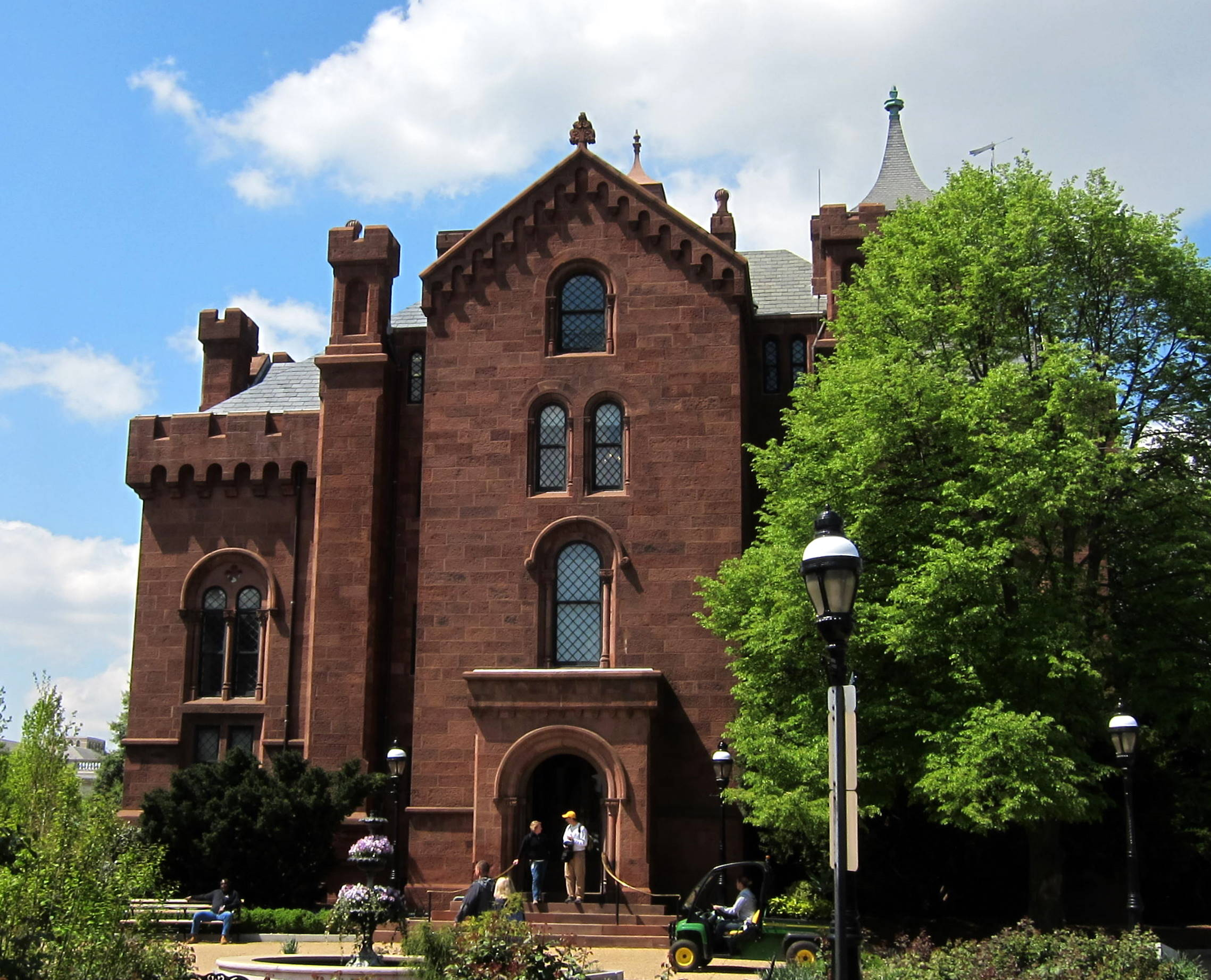
Західний вхід в будівлю

Джеймс Ренвік спроектував цей замок як домінанту ландшафту Національної алеї, використавши елементи з книги Пам'ятники німецької архітектури Георга Моллера. Спочатку Ренвік планував будівлю в стилі Капітолію США, але пізніше перейшов до традиційного дизайну з книги .
Фасад будівлі виконано з червоного пісковика, що виділяє його серед гранітних, мармурових і виконаних з жовтого пісковика головних будівель Вашингтона .

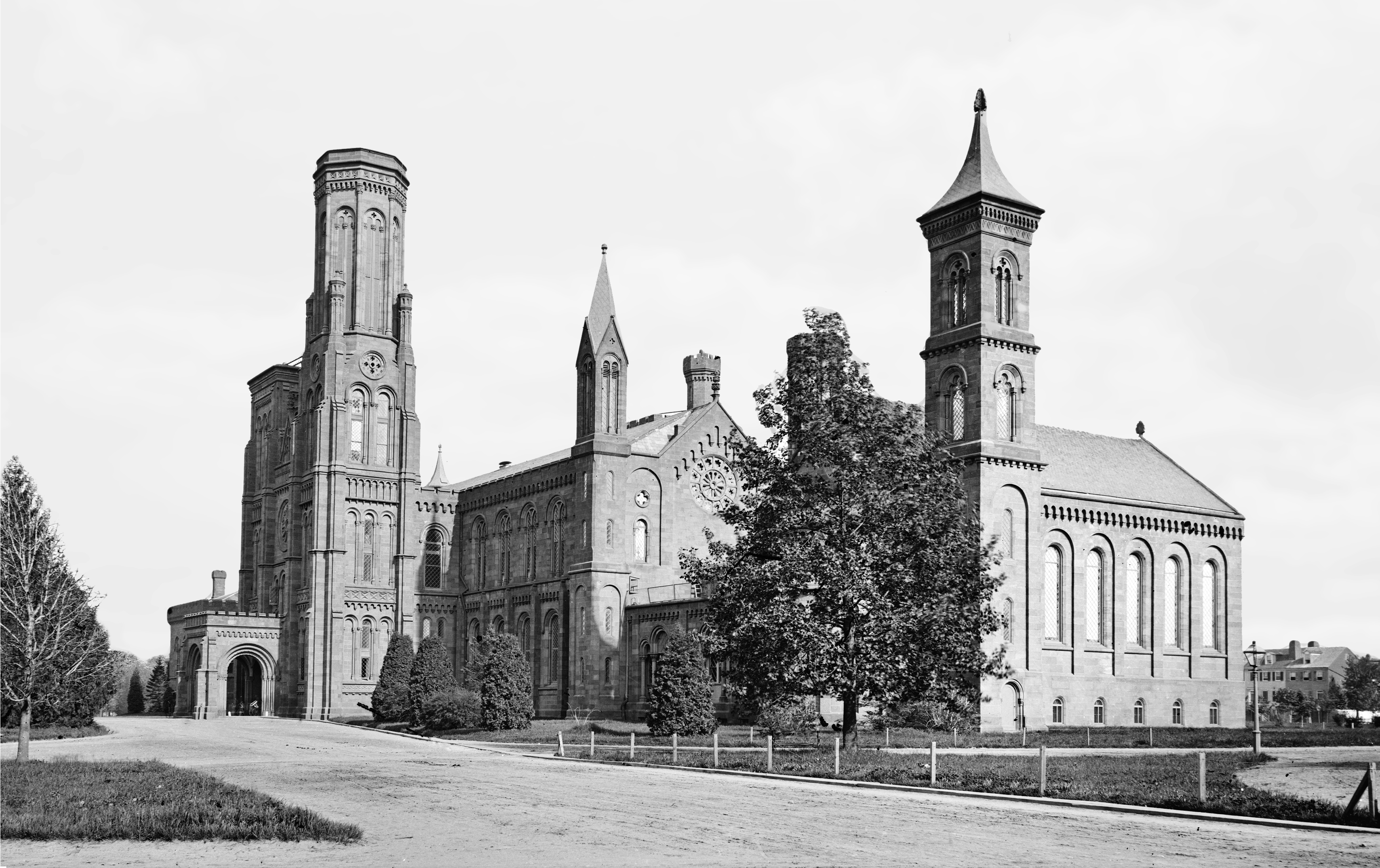
Замок в 1870 році

Будівля складається з центральної секції, двох прибудов і двох крил. Чотири вежі містять внутрішній простір, а п'ять веж поменше носять декоративний характер (хоча в деяких з них є сходи). У центральній секції знаходиться парадний вхід і музейний простір, також є великий лекційний зал на другому поверсі і підвал. Дві галереї використовувалися для показу предметів мистецтва і артефактів, зараз в цьому місці інформаційний центр і ресепшн. У східній прибудові розташовується лабораторія на першому поверсі і дослідний кабінет на другому. У східному крилі раніше знаходився склад на першому поверсі і кімната охорони на другому. Зараз цей простір використовується як адміністративні офіси і архіви. Західна прибудова використовувалася як зал для читання. У західному крилі, відомому як каплиця, розміщувалася бібліотека . Західне крило і прибудова зараз відкриті для відвідувачів.
Основна південна вежа має 28 метрів у висоту і 11 квадратних метрів площі. На північній стороні - дві вежі, висота більшою становить 44 метри. Дзвіниця на північно-східному кутку має площу 5,2 метра і висоту 36 метрів  .
План будівлі допускає його розширення з однієї зі сторін, середньовічний дизайн спочатку не симетричний - тому ще одна прибудова не зіпсує гармонійність замку  .

## Сучасне використання
Смітсонівський замок використовується адміністративним офісом Смітсонівського інституту і інформаційного центру для туристів (тут можна знайти карти, путівники та електронні гіди). У склепі біля північного входу знаходиться могила Джеймса Смітсона  .

## Галерея

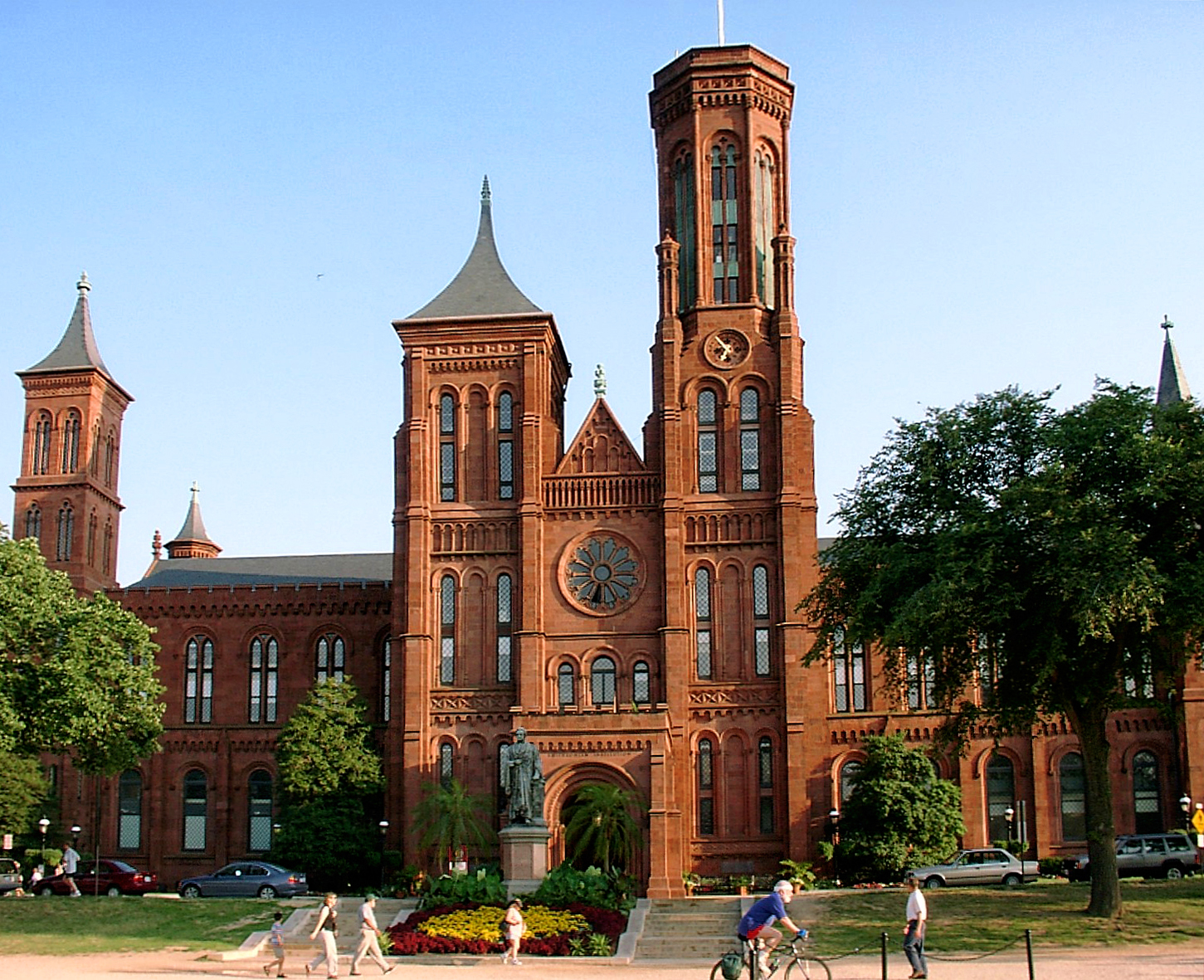
Північний фасад
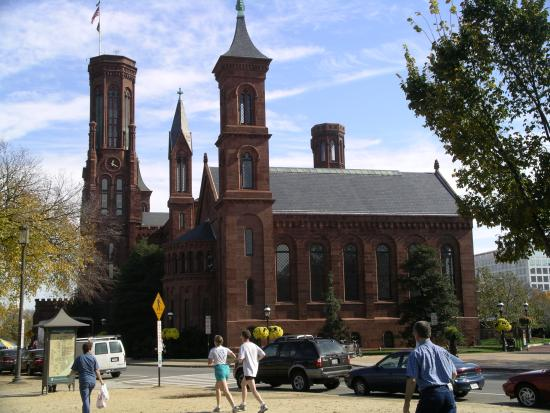
Західний фасад
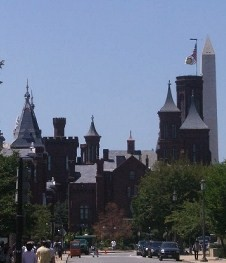
Східний фасад
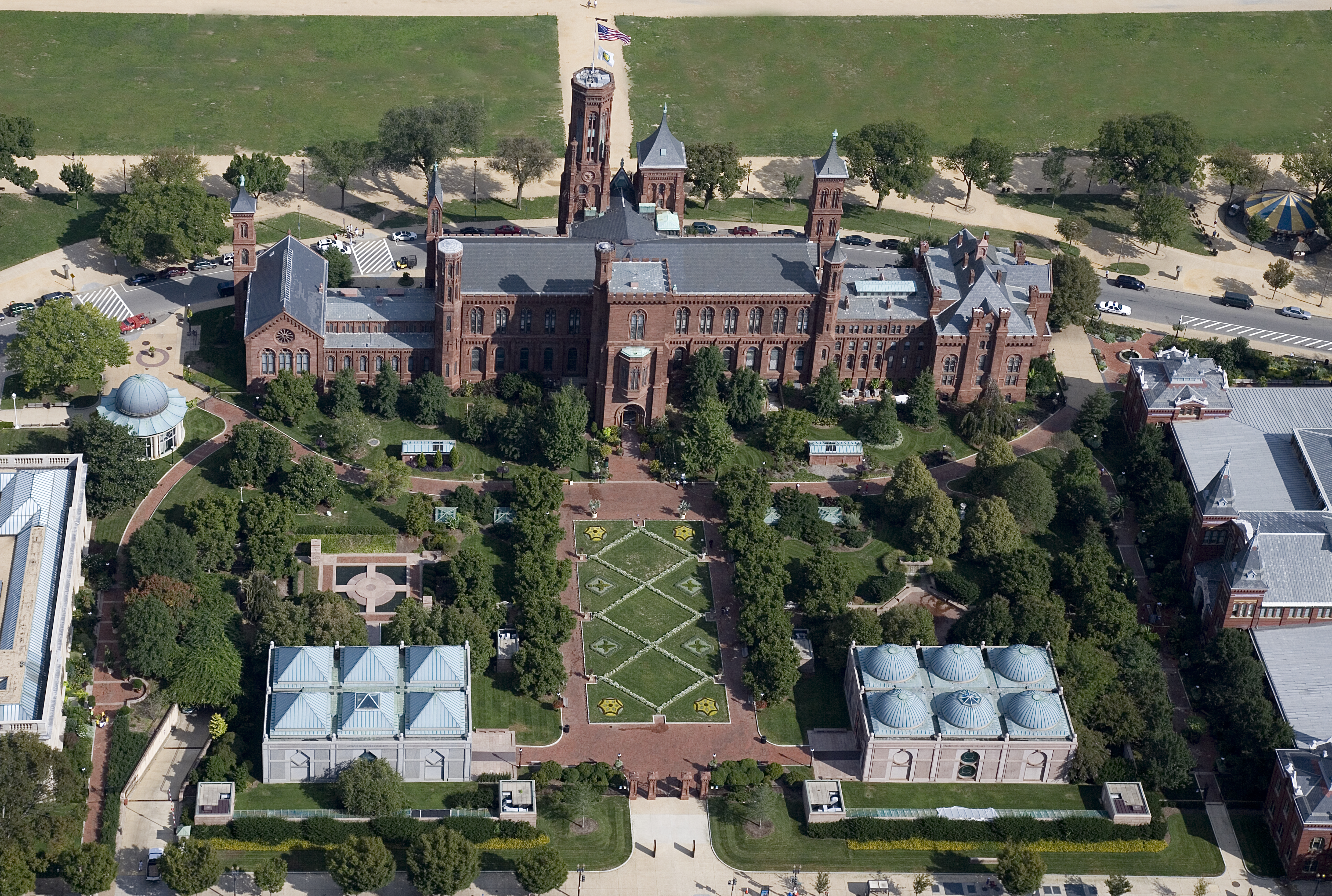
Вид згори (праворуч - Музей мистецтв і промисловості)
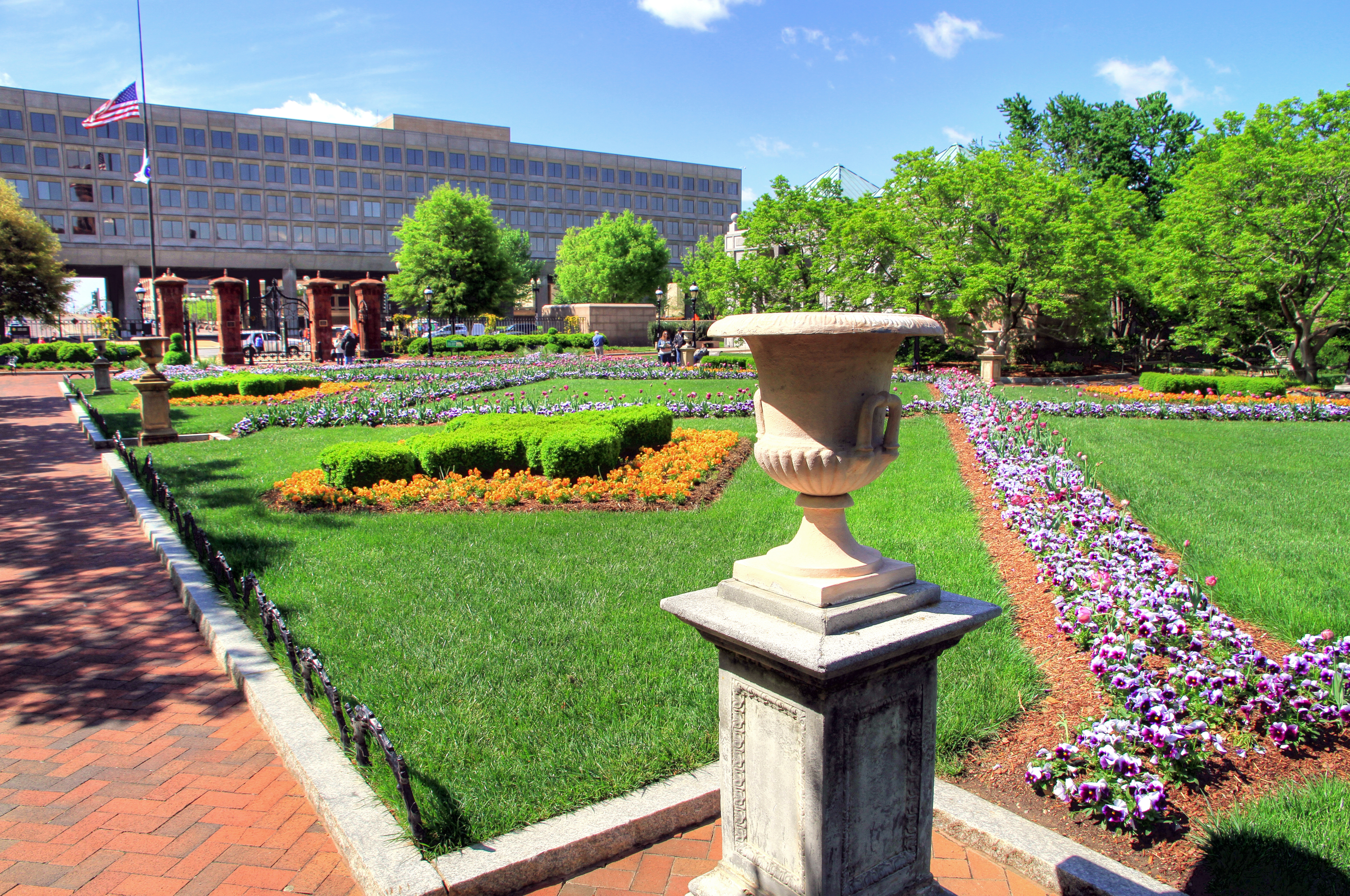
Сад Енід А. Хаупт
Могила Джеймса Смітсона

## Зноски
1. 1 2  Geographic Names Information System
2. 1 2  National Register Information System
3. 1 2  DC Historic Sites — DC Preservation League.
4. ↑  Emporis (Firm) Emporis Building Directory — Darmstadt: Emporis GmbH.
5. ↑  http://ncptt.nps.gov/buildingstone/stone/seneca-red-sandstone
6. 1 2  https://siarchives.si.edu/history/smithsonian-institution-building-castle
7. ↑  Smithsonian Institution Building. National Park Service. Архів оригіналу (HTML) за 8 березня 2009. Процитовано 17 березня 2021. {{cite web}}: Cite має пустий невідомий параметр: |access date= (довідка)
8. ↑  National Register Information System. National Register of Historic Places. National Park Service. 23 січня 2007. Архів оригіналу за 10 жовтня 2012. Процитовано 17 березня 2021. [Архівовано 2012-10-10 у Wayback Machine.]
9. 1 2 3 4 5 6  Morton, W. Brown III (8 лютого 1971). National Register of Historic Places Inventory Nomination: Smithsonian Institution Building (PDF). National Park Service. Архів оригіналу (PDF) за 2 жовтня 2012. Процитовано 17 березня 2021. [Архівовано 2012-10-02 у Wayback Machine.]
10. 1 2 3  Scott, Pamela; Lee, Antoinette J. The Mall // Buildings of the District of Columbia. — New York : Oxford University Press, 1993. — С. 94—96. — ISBN 0-19-509389-5.
11. 1 2  Peck, Garrett. The Smithsonian Castle and the Seneca Quarry. — Charleston, SC : The History Press[en], 2013. — С. 42—56. — ISBN 978-1609499297.
12. ↑  Auslander, Mark (12 грудня 2012). Enslaved Labor and Building the Smithsonian: Reading the Stones. Southern Spaces. Архів оригіналу за 19 грудня 2020. Процитовано 17 березня 2021.
13. ↑  Peck, Garrett. The Smithsonian Castle and the Seneca Quarry. — Charleston, SC : The History Press[en], 2013. — С. 122—126. — ISBN 978-1609499297.
14. ↑  Smithsonian Institution Building. Histories of the Smithsonian Institution's Museums and Research Centers. Smithsonian Institution. Архів оригіналу за 13 лютого 2012. Процитовано 11 травня 2009. [Архівовано 2013-05-14 у Wayback Machine.]